# Based on a True Story...
Based on a True Story... é o oitavo álbum de estúdio do cantor norte-americano Blake Shelton,lançado a 26 de Março de 2013 pela editora discográfica Warner Bros.. Alcançou a terceira posição na tabela musical Billboard 200, com 200 mil cópias vendidas na sua semana de estreia.

## Faixas
| N.º            | Título                                 | Compositor(es)                                   | Duração |  |
| 1.             | "Boys 'Round Here" (com Pistol Annies) | Rhett Akins, Dallas Davidson, Craig Wiseman      | 4:48    |  |
| 2.             | "Sure Be Cool If You Did"              | Jimmy Robbins, Chris Tompkins, Rodney Clawson    | 3:35    |  |
| 3.             | "Do You Remember"                      | Michael Dulaney, William Gray, Ian Kirkpatrick   | 3:29    |  |
| 4.             | "Small Town Big Time"                  | Clint Lagerberg, Wiseman                         | 3:50    |  |
| 5.             | "Country on the Radio"                 | Clawson, Tompkins, Wiseman                       | 3:52    |  |
| 6.             | "My Eyes" (com Gwen Sebastian)         | Andrew Dorff, Tommy Lee James, Josh Osborne      | 3:10    |  |
| 7.             | "Doin' What She Likes"                 | Wade Kirby, Phil O'Donnell                       | 3:42    |  |
| 8.             | "I Still Got a Finger"                 | Gary Hannan, Wiseman                             | 3:38    |  |
| 9.             | "Mine Would Be You"                    | Jessi Alexander, Connie Harrington, Deric Ruttan | 3:59    |  |
| 10.            | "Lay Low"                              | Dean Dillon, Tim Nichols, David Turnbull         | 3:13    |  |
| 11.            | "Ten Times Crazier"                    | Akins, Marv Green, Ben Hayslip                   | 3:03    |  |
| 12.            | "Granddaddy's Gun"                     | Akins, Davidson, Bobby Pinson                    | 3:34    |  |
| Duração total: | Duração total:                         | Duração total:                                   | 43:53   |  |

| Edição deluxe |                   |                |         |  |
| N.º           | Título            | Compositor(es) | Duração |  |
| 13.           | "I Found Someone" |                | 3:22    |  |
| 14.           | "Frame of Mine"   |                | 3:21    |  |

## Desempenho nas tabelas musicais

### Posições
| Tabelas musicais (2013)         | Melhor posição |
| ------------------------------- | -------------- |
| Canadá (Canadian Albums Chart)  | 3              |
| Estados Unidos (Billboard 200)  | 3              |
| Estados Unidos (Country Albums) | 1              |

### Singles
| Ano  | Single                    | Posições    | Posições            | Posições | Posições |
| Ano  | Single                    | EUA Country | EUA Country Airplay | EUA      | CAN      |
| ---- | ------------------------- | ----------- | ------------------- | -------- | -------- |
| 2013 | "Sure Be Cool If You Did" | 1           | 1                   | 24       | 32       |
| 2013 | "Boys 'Round Here"        | 2           | 1                   | 12       | 12       |
| 2013 | "Mine Would Be You"       | 10          | 15                  | 54       | 60       |